# Xosablatta similis
Xosablatta similis är en kackerlacksart som beskrevs av Karlis Princis 1963. Xosablatta similis ingår i släktet Xosablatta och familjen småkackerlackor. Inga underarter finns listade i Catalogue of Life.